# سیارک ۱۰۱۸۲
سیارک ۱۰۱۸۲ (به انگلیسی: 10182 Junkobiwaki، نامگذاری:1996FL5) ده هزار و صد و هشتاد و دومین سیارک کشف شده‌است که در ۲۰ مارس ۱۹۹۶ کشف شد.
قدر مطلق سیارک برابر ۱۴٫۳۰ است.